# Університет штату Аризона
Університет штату Аризона (англ. Arizona State University; скорочення англ. ASU; також відомий під назвою англ. Arizona State) — американський університет, що знаходиться в шести кампусах на території штату Аризона. ASU є найбільшим державним університетом за кількістю студентів у Сполучених Штатах Америки.

## Випускники
Станом на 2012 рік, серед відомих випускників університету:
- 2 лауреатів Нобелівської премії;
- 3 членів Лондонського королівського товариства з розвитку знань про природу;
- 27 членів Національної академії наук США;
- 6 лауреатів Пулітцерівської премії;